# Мячин, Николай Фёдорович
Николай Фёдорович Мячин (род. 14 июля 1948 года, Чик, Коченёвский район, Новосибирская область) — монтажник мостостроительного отряда № 45 мостостроительного треста № 9 Министерства транспортного строительства СССР, Иркутская область. Герой Социалистического Труда (1990).
Родился на станции Чик (сегодня — рабочий посёлок) Новосибирской области. В раннем детстве осиротел, воспитывался в детских домах. В 1974 году по комсомольской путёвке отправился на строительство Байкало-Амурской магистрали. Трудился плотником, монтажником в мостостроительном отряде № 45 мостостроительного треста № 9 в рабочем посёлке Магистральный.
В 1984 году получил высшее образование.
Указом № 546 Президента СССР Михаила Сергеевич Горбачёва «О присвоении звания Героя Социалистического Труда участникам сооружения Байкало-Амурской железнодорожной магистрали» от 10 августа 1990 года «за большой вклад в сооружение Байкало-Амурской железнодорожной магистрали, обеспечение ввода в постоянную эксплуатацию на всем её протяжении и проявленный трудовой героизм» удостоена звания Героя Социалистического Труда с вручением ордена Ленина и золотой медали «Серп и Молот».
Награды
- Герой Социалистического Труда
- Орден Ленина
- Орден Трудовой Славы III степени (29.04.1985).